# Cedicus pumilus
Espèce
Cedicus pumilus est une espèce d'araignées aranéomorphes de la famille des Desidae.

## Distribution
Cette espèce est endémique de Birmanie. Elle se rencontre vers Tharrawaddy.

## Description
La femelle holotype mesure 2,33 mm.

## Systématique et taxinomie
Cette espèce a été décrite par Thorell en 1895.

## Publication originale
- Thorell, 1895 : Descriptive catalogue of the spiders of Burma, based upon the collection made by Eugene W. Oates and preserved in the British Museum. London, p. 1-406 (texte intégral).